# Centropogon llanganatensis
Centropogon llanganatensis är en klockväxtart som beskrevs av Jeppesen. Centropogon llanganatensis ingår i släktet Centropogon och familjen klockväxter. Inga underarter finns listade i Catalogue of Life.